# (4468) Pogrebetskij
(4468) Pogrebetskij ist ein Hauptgürtelasteroid, der am 24. September 1976 von Nikolai Stepanowitsch Tschernych am Krim-Observatorium entdeckt wurde.
Der Asteroid wurde nach dem ukrainischen Alpinisten Mikhail Timofeevich Pogrebetskij (1892–1956) benannt.